# Пеньков Валентин Іванович
Валенти́н Іва́нович Пенько́в (14 грудня 1978 — 10 червня 2015) — солдат Збройних сил України.

## Життєпис
Мобілізований 4 лютого 2015-го, навідник 3-го танкового взводу, 2-га танкова рота танкового батальйону 30-ї окремої механізованої бригади.
5 червня 2015-го близько 14:50 зазнав поранення під час обстрілу, вчиненого терористами з міномета 120-мм калібру, опорного пункту під Горлівкою. Був доправлений до Харківського ВМКЦ, по тому переведений до Львівського. 10 червня по опівночі помер від поранень.
Похований 11 червня 2015-го на міському цвинтарі Городища.
Без Валентина лишились батьки та дружина.

## Нагороди
- Указом Президента України 553/2015 від 22 вересня 2015 року — орденом «За мужність» III ступеня (посмертно)[1].